# Europe de la liberté et de la démocratie directe
Pour les articles homonymes, voir ELD et EFD.
Le groupe Europe de la liberté et de la démocratie directe (en anglais : Europe of Freedom and Direct Democracy Group, abrégé en EFDD ou EFD2) est un groupe politique du Parlement européen, ayant existé entre 2009 et 2019. Il s'appelle Europe libertés démocratie (ELD, en anglais : Europe of Freedom and Democracy Group, EFD) entre 2009 et 2014.

## Histoire
À sa création, le 1er juillet 2009, il est essentiellement formé autour des Britanniques de l'UKIP et des Italiens de la Ligue du Nord, ces derniers le quittant en mai 2014. La plupart de ses membres faisaient auparavant partie du groupe Indépendance/Démocratie (IND/DEM) et certains appartenaient à l'Alliance pour l'Europe des nations (AEN). La plupart des partis membres, sauf l'UKIP, ont fondé en 2011 le Mouvement pour l'Europe des libertés et de la démocratie.
Pour la 7e législature, il était coprésidé par Nigel Farage et Francesco Speroni. Philippe de Villiers était vice-président du groupe jusqu'en juin 2014.
À la suite des élections européennes de 2014 le Parti populaire danois, le parti des Vrais Finlandais et le Parti politique réformé quittent le groupe EFD pour les Conservateurs et réformistes européens. D'autres le quittent pour rejoindre l'Alliance européenne pour la liberté. Mais il réussit à se renforcer avec l'arrivée notable du Mouvement 5 étoiles italien.
Le 24 juin 2014, il change de nom pour devenir Europe libertés démocratie directe (ELDD, en anglais : Europe of Freedom and Direct Democracy Group, EFDD) : il est coprésidé par Nigel Farage et David Borrelli.
Le 16 octobre 2014, il est dissous car il ne comprend plus de députés européens en provenance d'au moins sept États membres, du fait de la défection de la députée lettone Iveta Grigule,. À la suite d'une négociation avec le parti d'extrême droite polonais Congrès de la Nouvelle droite, le député Robert Iwaszkiewicz adhère au groupe le 20 octobre, ce qui lui permet de se reconstituer sous des critiques liées aux positions négationnistes du leader de ce parti.
En avril 2016, Beatrix von Storch quitte le groupe des Conservateurs et réformistes européens (CRE) pour rejoindre l'ELDD. Depuis le début de la présidence de Frauke Petry, le parti tend à opter pour des positions clairement défavorables à l'immigration.
À la surprise générale, Beppe Grillo annonce le 9 janvier 2017 la tenue immédiate d'un référendum en ligne pour, en raison du Brexit, quitter son alliance avec l'UKIP et rejoindre le groupe parlementaire de l'Alliance des démocrates et des libéraux pour l'Europe (ADLE), pro-européenne. Ce changement est approuvé par 78,5 % des votants en ligne le 9 janvier 2017. Luigi Di Maio déclare le même jour qu'« au sein du Parlement européen, le choix du groupe est une question technique [...]. Si l'adhésion à un groupe était de nature politique, alors on se serait trompé de groupe ». Il ajoute : « nous sommes opposés aux États-Unis d'Europe à long terme et nous voulons tout de suite un référendum sur le maintien dans l'euro ». Sylvie Goulard (ADLE) réplique : « Mieux valent 12 étoiles que 5 ». L'ADLE refuse cette adhésion le jour même alors que Grillo avait déjà acté son adieu à l'UKIP. Le lendemain, des négociations entre Grillo et Farage semblent ne faire qu'une parenthèse de cette séparation manquée, mais au risque de redimensionner la place du M5S au sein du groupe.
Le 3 octobre 2017, les députés européens du parti français Les Patriotes annoncent rejoindre le groupe.
Fabio Massimo Castaldo parvient à se faire élire vice-président du Parlement européen le 15 novembre 2017, obtenant 325 voix contre 238 pour l'eurodéputée allemande Gesine Meißner (ADLE).
Au cours de l’année 2018, les élus français (ex-FN) Aymeric Chauprade, Bernard Monot et Sylvie Goddyn intègrent le groupe EFDD.
Le groupe disparaît après les élections européennes de 2019 à cause du manque d’effectif, les partis membres ayant toujours des députés se répartissant entre les Non-inscrits (comme le Parti du Brexit et le Mouvement 5 étoiles) et le groupe Identité et démocratie (comme l'AfD).

## Positionnement parlementaire
La charte du groupe dégage quatre points fondamentaux : la défense de la libre coopération entre États, le respect de la singularité des histoires et des traditions des peuples européens, le respect de leurs décisions souveraines, et le respect de la liberté de vote des délégations nationales.
D'après le site du Mouvement pour la France, le groupe s'articule également autour du rejet du traité de Lisbonne, de la supranationalité et du renforcement de l'intégration européenne, qui se font selon eux au détriment des libertés des États.
Entre 2009 et 2014, le groupe Europe libertés démocratie est d'après VoteWatch celui dont la cohésion et le taux de participation ont été les plus faibles,.

## Composition

### Membres pour la législature 2009-2014
| Pays membre | Parti/liste                                 | Affiliation | Eurodéputés |
| ----------- | ------------------------------------------- | ----------- | ----------- |
| Belgique    | Frank Vanhecke (ex-Vlaams Belang)           | -           | 1           |
| Bulgarie    | Front national pour le salut de la Bulgarie | MELD        | 1           |
| Danemark    | Parti populaire danois                      | MELD        | 1           |
| Finlande    | Vrais Finlandais                            | MELD        | 1           |
| France      | Mouvement pour la France                    | MELD        | 1           |
| Grèce       | Alerte populaire orthodoxe                  | MELD        | 2           |
| Italie      | Ligue du Nord                               | MELD        | 9           |
| Italie      | Magdi Allam                                 | ex-PPE      | 1           |
| Lituanie    | Ordre et justice                            | MELD        | 2           |
| Pays-Bas    | Parti politique réformé                     | -           | 1           |
| Pologne     | Pologne solidaire                           | MELD        | 4           |
| Royaume-Uni | Parti pour l'indépendance du Royaume-Uni    | -           | 9           |
| Slovaquie   | Parti national slovaque                     | MELD        | 1           |

### Membres pour la législature 2014-2019
| Pays membre | Parti - MPE                  | Affiliation | Nombre de députés | Notes |
| ----------- | ---------------------------- | ----------- | ----------------- | --- |
| Allemagne   | Alternative pour l'Allemagne |             | 1                 | Beatrix von Storch (AfD) rejoint le groupe en avril 2016. Elle justifie son choix en déclarant avoir trouvé auprès du groupe ELDD « un environnement politique approprié » qui donne de l'importance à la démocratie directe et aux référendums. Marcus Pretzell, le second élu européen de l'AfD, décide de ne pas imiter sa collègue et déclare que son avenir au Parlement européen dépendra de la décision qui sera prise par le congrès fédéral de son parti à la fin du mois d'avril. Il rejoint les non-inscrits, puis le 1er mai 2016 le groupe ENL. Beatrix von Storch avait refusé de rejoindre ce groupe car elle estime que le Front national est « trop socialiste ». Le 8 mars 2016, le bureau du groupe CRE avait demandé aux élus de l'AfD de quitter leur groupe avant le 12 avril, faute de quoi leur exclusion serait votée,. Le 23 octobre 2017, élue au Bundestag, elle démissionne de son mandat européen. Elle est remplacée par Jörg Meuthen. |
| France      | Les Patriotes                |             | 2                 | En septembre 2017, Florian Philippot quitte le FN et fonde son parti, Les Patriotes (LP). Deux députées européennes FN, Sophie Montel et Mireille d'Ornano, le rejoignent. Le 3 octobre 2017, les trois élus annoncent rejoindre le groupe d'euro-parlementaires ELDD, et quitter le groupe ENF. L’année suivante, après avoir quitté LP, Sophie Montel est exclue du groupe ELDD. |
| France      | Debout la France             | ADDE        | 2                 | Bernard Monot et Sylvie Goddyn, ex-FN. |
| France      | Joëlle Bergeron              | ADDE        | 1                 | Indépendante (ex-FN) puis PCD. |
| France      | Aymeric Chauprade            |             | 1                 | Indépendant, ex-FN. |
| Italie      | Mouvement 5 étoiles          |             | 11                | Le 9 janvier 2017, Beppe Grillo annonce la tenue immédiate d'un référendum interne pour rompre son alliance avec l'UKIP et rejoindre le groupe de l'Alliance des démocrates et des libéraux pour l'Europe (ALDE), référendum approuvé par 78 % des votants en ligne. Cependant, l'ALDE refuse l'adhésion des députés du M5S. Le 11 janvier 2017, deux eurodéputés décident de quitter le groupe. Marco Affronte décide de rejoindre le groupe des Verts/ALE et Marco Zanni intègre le groupe Europe des nations et des libertés. |
| Italie      | Indépendants                 |             | 3                 | Daniela Aiuto quitte le Mouvement 5 étoiles en octobre 2018. Marco Valli et Giulia Moi, exclus du Mouvement 5 étoiles le 31 décembre 2018. Le premier cité pour avoir menti sur ses diplômes,, la seconde pour harcèlement envers ses assistants au Parlement européen et pour n'avoir pas versé une partie de ses indemnités d'élue au parti,. |
| Lituanie    | Ordre et justice             | ADDE        | 1                 | |
| Pologne     | Robert Iwaszkiewicz          | AEMN        | 1                 | Rejoint individuellement le groupe ELDD le 20 octobre 2014 alors qu'il était membre du Congrès de la Nouvelle droite (KNP) et siégeait parmi les non-inscrits. Depuis janvier 2015, il est membre de la Liberté. Membre individuel du parti européen d’extrême-droite Alliance européenne des mouvements nationaux |
| Tchéquie    | Parti des citoyens libres    | ADDE        | 1                 | Petr Mach, unique élu du parti, quitte le Parlement européen le 31 août 2017. Il est remplacé par Jiří Payne le 5 septembre. |
| Royaume-Uni | Parti du Brexit              | ADDE        | 14                | |
| Royaume-Uni | Indépendants                 |             | 3                 | |
| Royaume-Uni | Parti social-démocrate       |             | 1                 | |
| Royaume-Uni | Total                        | Total       | Total             | 42 |

| Député               | Pays membre        | Parti d'origine                    | Parti actuel                                         | Nouveau groupe européen                                         | Cause du départ |
| -------------------- | ------------------ | ---------------------------------- | ---------------------------------------------------- | --------------------------------------------------------------- | --- |
| Iveta Grigule        | Lettonie           |                                    | Union des paysans de Lettonie                        | Non-Inscrits (octobre 2014-avril 2015) ADLE (depuis avril 2015) | Selon Nigel Farage, coprésident du groupe, Iveta Grigule aurait subi des pressions de Martin Schulz, président du Parlement européen, pour quitter ce groupe et recevoir un poste à la délégation parlementaire au Kazakhstan. Selon d'autres versions, Iveta Grigule aurait quitté le groupe à cause de contradictions politiques portant notamment sur le conflit russo-ukrainien et sur l'euro. En effet, au sein du groupe eurosceptique, Iveta Grigule a voté en faveur de toutes les résolutions contre la Russie (contrairement au parti UKIP, pro-Poutine) et elle s'est montrée favorable à l'euro alors que certains membres du groupe parlementaire comme les députés du Mouvement 5 étoiles italien demandent un référendum sur la sortie la zone euro. L'appartenance de Grigule commençait également à déranger en Lettonie car l'eurodéputée est membre de l'Union des paysans de Lettonie, un parti centriste et écologiste membre de la coalition gouvernementale anti-Poutine, actuellement au pouvoir. |
| Amjad Bashir         | Royaume-Uni        | UKIP (2012-2015)                   | Parti conservateur britannique (depuis janvier 2015) | CRE                                                             | Le 23 janvier 2015, Amjad Bashir a rencontré le Premier ministre conservateur britannique David Cameron dans le but de préparer sa defection du parti UKIP. Le lendemain, avant l'annonce officielle de la défection, UKIP a annoncé la suspension d'Amjad Bashir pour des raisons financières décrites comme très « sérieuses » et affirme avoir transmis des preuves aux autorités compétentes. Depuis, Amjad Bashir a qualifié ces allégations d'« absurdes » et a demandé au parti UKIP de revenir sur ces accusations, faute de quoi il entamerait une procédure judiciaire pour diffamation. |
| Valentinas Mazuronis | Lituanie           | Ordre et justice                   | Parti du travail                                     | ADLE (depuis mai 2015)                                          | Le 19 mai 2015, Valentinas Mazuronis a annoncé sur les réseaux sociaux quitter le groupe eurosceptique pour rejoindre le groupe ADLE. À la fin du mois d'avril, Valentinas Mazuronis avait quitté le parti national-conservateur Ordre et justice pour rejoindre le Parti du travail, centriste et affilié au groupe parlementaire européen ADLE, ce qui explique son choix au Parlement européen. |
| Janice Atkinson      | Royaume-Uni        | UKIP (2011-2015)                   | Indépendante (depuis mars 2015)                      | ENL (depuis juin 2015)                                          | Le 19 mars 2015, Janice Atkinson a été suspendue du parti UKIP à la suite de « graves allégations de nature financière ». Elle a été définitivement exclue du parti le 23 mars 2015 après la publication d'enregistrements sonores par le journal The Sun démontrant l'implication de la parlementaire européenne et de son personnel dans des affaires financières illégales. Malgré son exclusion du parti UKIP, elle est restée membre du groupe parlementaire européen ELDD jusqu'au 16 juin, date à laquelle elle participe à la création du groupe parlementaire européen Europe des nations et des libertés. |
| Steven Woolfe        | Royaume-Uni        | UKIP (2010-2016)                   | Indépendant (depuis octobre 2016)                    | NI (depuis octobre 2016)                                        | Le 6 octobre 2016, dans un contexte marqué par de fortes tensions internes au sein du parti UKIP, Steven Woolfe est hospitalisé à la suite d'une altercation avec un de ses collègues, Mike Hookem, au siège du Parlement européen à Strasbourg. Il annonce sa démission du parti UKIP et sa volonté de continuer à siéger au sein du Parlement européen en tant qu'indépendant le 17 octobre 2016. |
| Diane James          | Royaume-Uni        | UKIP (2011-2016)                   | Indépendante (depuis novembre 2016)                  | NI (depuis novembre 2016)                                       | En novembre 2016, Diane James annonce quitter UKIP et le groupe ELDD en déclarant : « Ces dernières semaines, ma relation avec le parti a été de plus en plus difficile et je pense qu'il est temps de passer à autre chose ». Elle critique également le manque de soutien de l'exécutif du parti quand elle en était la présidente (du 16 septembre au 4 octobre 2016). En conséquence, Nigel Farage, président par intérim du parti UKIP et coprésident de l'ELDD, déclare que sa décision est « un autre acte d'égoïsme irrationnel » et réclame sa démission. Cependant, Diane James décide de continuer à siéger au Parlement européen en qualité d'indépendante parmi les non-inscrits pour, dit-elle, servir sa circonscription « efficacement et avec diligence ». |
| Marco Affronte       | Italie             | M5S                                | Indépendant                                          | Verts/ALE (depuis janvier 2017)                                 | |
| Marco Zanni          | Italie             | M5S                                | Indépendant                                          | ENL (depuis janvier 2017)                                       | |
| Roger Helmer         | Royaume-Uni        |                                    | UKIP                                                 |                                                                 | Il démissionne le 31 juillet 2017, remplacé par Jonathan Bullock. |
| Petr Mach            | République tchèque |                                    | Parti des citoyens libres                            |                                                                 | Il démissionne le 31 août 2017, remplacé par Jiří Payne. |
| Beatrix von Storch   | Allemagne          |                                    | Alternative pour l'Allemagne                         |                                                                 | Élue au Bundestag, Beatrix von Storch démissionne de son mandat européen le 23 octobre 2017. Elle est remplacée par Jörg Meuthen. |
| David Borrelli       | Italie             | M5S                                | Indépendant                                          | NI (depuis février 2017)                                        | |
| Peter Lundgren       | Suède              |                                    | Démocrates de Suède                                  | Conservateurs et réformistes européens (depuis juillet 2018)    | En juillet 2018, avec Kristina Winberg, il quitte le groupe ELDD pour rejoindre les Conservateurs et réformistes européens. |
| Kristina Winberg     | Suède              |                                    | Démocrates de Suède                                  | Conservateurs et réformistes européens (depuis juillet 2018)    | En juillet 2018, avec Peter Lundgren, elle quitte le groupe ELDD pour rejoindre les Conservateurs et réformistes européens. |
| Sophie Montel        | France             | LP (2017-2018) Indépendante (2018) | Indépendante                                         | NI (depuis septembre 2018)                                      | En octobre 2017, avec Florian Philippot et Mireille d'Ornano, elle quitte le groupe ENL pour rejoindre l’ELDD. En septembre 2018, deux mois après son départ des Patriotes, elle est exclue du groupe. |
| Gerard Batten        | Royaume-Uni        |                                    | UKIP                                                 | Europe des nations et des libertés (depuis janvier 2019)        | En janvier 2019, alors président du parti UKIP, il quitte le groupe ELDD pour rejoindre le groupe ENL avec Stuart Agnew et Jane Collins, également membres du UKIP. |
| Stuart Agnew         | Royaume-Uni        |                                    | UKIP                                                 | Europe des nations et des libertés (depuis janvier 2019)        | En janvier 2019, avec Gerard Batten et Jane Collins, également membres du UKIP, il quitte le groupe ELDD pour rejoindre le groupe ENL. |
| Jane Collins         | Royaume-Uni        |                                    | UKIP                                                 | Europe des nations et des libertés (depuis janvier 2019)        | En janvier 2019, avec Stuart Agnew et Gerard Batten, également membres du UKIP, elle quitte le groupe ELDD pour rejoindre le groupe ENL. Elle réintègre finalement le groupe ELDD en avril 2019. |

## Secrétariat général
La secrétaire générale du groupe est Aurélie Laloux[Depuis quand ?].